# Umberto Marengo
Umberto Marengo (21 juli 1992) is een Italiaans wielrenner. 

## Carrière
In 2013 werd Marengo onder meer negende in de Coppa della Pace en twintigste in de GP Capodarco.
In februari 2017 nam Marengo deel aan de Challenges de la Marche Verte, een serie van drie Marokkaanse eendagskoersen. In de GP Sakia El Hamra, de eerste race, werd hij in de sprint enkel verslagen door de Turk Ahmed Galdoune. Twee dagen later werd hij vierde in de GP Oued Eddahab, waarna hij de serie afsloot met een vijfde plaats in de GP Al Massira. In de Trophée Princier, de eerste race van de Challenge du Prince, eindigde Marengo op de achtste plaats, met een achterstand van 21 seconden op winnaar Thomas Vaubourzeix. Twee dagen later won hij de Trophée de l'Anniversaire, waar hij met een voorsprong van vijftien seconden op Galdoune solo als eerste over de finish kwam.

## Overwinningen
2017
Trophée de l'Anniversaire
2019
1e etappe Ronde van Utah

## Resultaten in voornaamste wedstrijden
| Jaar | Ronde van Italië | Ronde van Frankrijk | Ronde van Spanje |
| ---- | ---------------- | ------------------- | ---------------- |
| 2019 |                  |                     |                  |
| 2020 |                  |                     |                  |
| 2021 | 139e             |                     |                  |
| 2022 |                  |                     |                  |

| Jaar | Milaan-San Remo | Ronde van Lombardije | Strade Bianche |
| ---- | --------------- | -------------------- | -------------- |
| 2019 | 77e             | opgave               |                |
| 2020 | 77e             |                      |                |
| 2021 | 51e             |                      |                |
| 2022 | 153e            | opgave               | opgave         |

## Ploegen
- 2019 –  Neri-Selle Italia-KTM
- 2020 –  Vini Zabù-KTM
- 2021 –  Bardiani-CSF-Faizanè
- 2022 –  Drone Hopper-Androni Giocattoli

Alba · Bais · Benedetti · Bisolti · Cepeda (tot 31/7) · Chirico · Grosu · Holther · Marchiori · Marengo · Merchan · Muñoz · Piccolo (vanaf 24/6 tot 31/7) · Ponomar · Ravanelli · Restrepo · Rojas · Sepúlveda · Tagliani · Tesfatsion · Umba · Vigo · Zardini · Zurita